# Joxean Fernández "Matxín"
Joxean Fernández Matxin (Basauri, Vizcaya, España, 22 de diciembre de 1970) es un director deportivo de equipos ciclistas profesionales actualmente el UAE Team. Siempre estuvo vinculado al panorama de este deporte, siempre bajo sospecha con el dopaje de sus pupilos, el directivo español pasó por bloques con al menos 7 antecedentes por dopaje, irónicamente en esas plantillas estuvo Mauro Gianetti, el otro director del UAE, destacado ciclista en categorías inferiores, amateur del 1989 hasta el 1991, en el 1992 firmó con el equipo ciclista profesional CHCS, que a mitad de temporada desapareció, pasando a ser con 21 años director deportivo de diferentes equipos amateurs, Gas Euskadi, Ripolin Bondex, Banaka, Saunier Duval. Forjando grandes ciclistas como Óscar Freire.
En el 2001 y 2002 inicia como director deportivo en categoría profesional, en el considerado como el mejor equipo del mundo de ciclismo, el Mapei y el 2003 Vini Caldirola, donde comenzó a forjar su carrera como director deportivo internacional.
Ya en el 2004, genera su propio equipo profesional, con Saunier Duval como principal patrocinador, y en la máxima categoría del ciclismo internacional, primero GS1, y después UCI ProTour. Consiguió ser durante varios años uno de los mejores equipos mundiales y fue definido por Velo Magazine y Marca como el equipo más rentable del mundo en los años 2005, 2006 y 2007. Y obteniendo en estos años grandes y significativos triunfos en el panorama internacional.
Fue el director deportivo principal de estos equipos pasando a denominarse Scott-American Beef después de que Saunier Duval dejara su patrocinio en el Tour de Francia 2008 debido al dopaje de varios ciclistas del equipo. 
El equipo pasó a denominarse Fuji-Servetto en 2009, al encontrar finalmente nuevos patrocinadores que hacían viable el proyecto, conservando además su licencia UCI ProTour. En 2010, la formación adoptó el nombre de Footon-Servetto y en 2011 el de Geox-TMC. 
Esa temporada logró ganar la Vuelta a España, tanto por equipos, como individual, con su corredor, Juanjo Cobo. Sin embargo, en 2019, Cobo fue desposeído de su título por irregularidades en su pasaporte biológico.
En 2012 fue colaborador deportivo radiofónico en las principales carreras ciclista internacionales con la cadena de radio española COPE, y alternando como Mánager General de la selección nacional de ciclismo de Chile en los mundiales de Valkenburg, Holanda.
En 2013 y 2014 pasó a ser director deportivo del equipo ciclista italiano de categoría UCI WorldTour Lampre-Merida alternando también como Mánager General de la selección nacional de ciclismo de Chile en los mundiales de Florencia, Italia.
Ya en 2015 y hasta 2017 es contratado por el equipo más victorioso del 2014, 2015, 2016 y 2017 el Etixx-Quick Step de Patrick Lefevere de categoría UCI WorldTour, para desarrollar las funciones de scouting. Siendo a modo profesional, el primer Scouting Talent de ciclismo. 
Es en octubre de 2017 cuando el UAE Team Emirates hace oficial el fichaje de Joxean Fernández ‘Matxin’ como Sport Mánager del equipo, en primer lugar, ha tenido palabras de agradecimiento para la que fue su casa durante los tres últimos años, el equipo Quick Step Floors, donde ha desempeñado el rol de scout en busca de jóvenes talentos con la filosofía de incorporarlos a un equipo que tiene más de media plantilla menor de 26 años: “Estoy muy agradecido, muchísimo, por la confianza y el cariño que Patrick Lefevere y todo el equipo me han mostrado siempre. Dejó allí grandes amigos, grandes personas que me han hecho sentirme en casa. Parte de mi corazón se queda allí. He estado muy a gusto, pero a veces en la vida hay que aceptar los retos que se presentan”. Patrick Lefevere contesta el primero en redes sociales a su despedida con un:” It was a pleasure to work with you work results 99,99%”.
En 2020 la política instaurada por Matxin de fichar a los mejores jóvenes disponibles incluso se acentúa (McNulty, Covi, Bjerg, Ardila...). El equipo UAE Team Emirates llega a las 33 victorias. Bajo su dirección Pogačar gana el primer Tour de Francia. En 2022 desde la escuadra dirigida por Matxin se transmite la sensación de que todavía quieren más. Llegan grandes fichajes para mantener al equipo en lo más alto y la apuesta por los jóvenes sigue vigente con nuevos talentos que llegan de la mano de Matxin como Juan Ayuso o Isaac del Toro.